# Britenet
Britenet – międzynarodowe przedsiębiorstwo informatyczne z siedzibą główną w Polsce, zajmujące się rozwojem oprogramowania oraz tworzeniem centrów kompetencyjnych dla międzynarodowych firm, m.in. z Izraela, Irlandii, Wielkiej Brytanii czy USA, w modelu outsourcingu specjalistów i całych zespołów developerskich.
Firma posiada obecnie centra kompetencyjne w Warszawie, Lublinie, Białymstoku, Kielcach i Poznaniu, biura serwisowane w Katowicach, Łodzi, Gdańsku, Wrocławiu, Krakowie oraz oddział w Mönchengladbach.

## Działalność
Britenet został założony w Warszawie w 2006 roku przez Michała Bornego oraz Tomasza Krajewskiego. W 2012 roku do zarządu dołączył Tomasz Dziki, który pełni obecnie funkcję wiceprezesa spółki. 2 grudnia 2021 roku firma otworzyła w niemieckim Mönchengladbach spółkę Britenet GmbH, aby zintensyfikować swoje działania na rynku DACH. Aktualnie firma zatrudnia ponad 1000 specjalistów.
Spółka współpracuje z firmami i organizacjami z Polski oraz z zagranicy, realizując projekty m.in. dla branży bankowej, ubezpieczeniowej, edukacyjnej, energetycznej, logistycznej, medycznej, gamingowej, lotniczej, retail oraz przemysłowej. Britenet zajmuje się również projektowaniem i implementacją rozwiązań IT dla polskiego sektora publicznego m.in. dla Ministerstwa Cyfryzacji, Ministerstwa Finansów, Ministerstwa Zdrowia, Centrum Systemów Informacyjnych Ochrony Zdrowia, Kancelarii Prezesa Rady Ministrów oraz Polskiej Grupy Energetycznej. Britenet współpracuje m.in. z: Generali, Pekao Bank Hipoteczny S.A., Ministerstwem Finansów, Education First, Harman International, Kornit Digital, Driivz i Akademią Leona Koźmińskiego.
Przedsiębiorstwo oferuje swoje usługi w obszarach, takich jak: Salesforce Services, Microsoft Services, Software Development, System Support and Maintenance, Testing & Quality Assurance, Consulting & Expertise, Cloud Services, Product Design & Development oraz IT Outsourcing.
Britenet realizuje swoje projekty w ponad 50 technologiach, w tym m.in.:
- Backend & Cloud: Amazon Web Services (AWS), Azure, Java, NodeJS, Python,.Net,
- Salesforce: MuleSoft, Salesforce, Salesforce Experience Cloud, Salesforce Service Cloud, Salesforce Marketing Cloud, Salesforce Sales Cloud, Pardot,
- Frontend: Angular, React, TypeScript, Vue.js,
- Quality Assurance: Cypress, Apache JMeter, Selenium,
- UI/UX: Figma, Sketch, Framer X, Webflow, Axure.

## Bezpieczeństwo
Britenet pozytywnie przeszedł liczne audyty oraz certyfikacje, w tym m.in.:
- certyfikację systemu zarządzania bezpieczeństwem informacji na zgodność z normą ISO 27001, gwarantującą, że przedsiębiorstwo wprowadziło odpowiednie środki zapobiegawcze w celu ochrony przed naruszeniem bezpieczeństwa danych[15];
- certyfikację zarządzania ISO 9001, stanowiącą potwierdzenie zdolności do ciągłego dostarczania usług spełniających wymagania klientów[16],
- audyt FOTC pod kątem zabezpieczenia firmy przed wyciekami danych, cyberatakami oraz nieuczciwymi działaniami pracowników[17].

Britenet otrzymał również najwyższą możliwą ocenę A według SecurityScorecard – globalnego lidera w dziedzinie ratingów cyberbezpieczeństwa.

## ESG
Britenet od początku swojego istnienia podejmuje liczne działania mające na celu zwiększenie pozytywnego wpływu firmy na otoczenie społeczne, środowisko oraz ład korporacyjny. Decyzją Zarządu działania Britenet charakteryzują się zrównoważonym rozwojem opartym na idei ESG. W ramach podejmowanych przez firmę działań znajdują się m.in.:
- działania charytatywne oraz wdrażanie rozwiązań pro bono na rzecz fundacji, takich jak m.in. Humanities Institute, Fundacji Aktywizacja[19], Centrala Space[20] czy Bank Żywności we Wrocławiu,
- działania na rzecz ochrony środowiska, w tym zrównoważone podróże służbowe, infrastruktura dla rowerzystów, odpowiednie przestrzenie biurowe i sprzęt, wykorzystanie odnawialnych źródeł energii, optymalizacja zużycia energii w oddziałach oraz udział w akcjach proekologicznych, takich jak inicjatywa zalesiania zorganizowana przez justjoin.it i RocketJobs.pl[21],
- współpracę merytoryczną i edukacyjną z polskimi uczelniami wyższymi[22] – w tym WSB Merito[23], Politechniką Białostocką[24], Uniwersytetem Marii Curie-Skłodowskiej[25] i Politechniką Lubelską[26],
- cykl zajęć prowadzonych w szkołach i przedszkolach[27] czy proces wspierania inicjatyw pracowniczych,
- wspieranie osób wchodzących na rynek pracy poprzez praktyki i staże oraz autorskie programy szkoleniowe dla młodych programistów[28],
- wspieranie pracowników poprzez podnoszenie ich kompetencji oraz regularne szkolenia,
- organizację cyklicznych meetupów technologicznych.

## Zarząd i współwłaściciele
W skład zarządu Britenet wchodzi:
- Michał Borny – współzałożyciel Britenet, pełniący funkcję prezesa zarządu, kieruje realizacją strategii rozwoju organizacji oraz sprawuje nadzór nad bieżącą działalnością operacyjną firmy.
- Tomasz Dziki – obecny wiceprezes zarządu spółki, związany z Britenet od 2012 roku, odpowiedzialny za strategię handlową oraz rozwój nowych możliwości sprzedażowych, zajmuje się koordynacją procesów sprzedażowych na rynkach zagranicznych.
- Tomasz Krajewski – współzałożyciel Britenet, skupia się na rozwoju nowych obszarów biznesowych ze szczególnym uwzględnieniem sektora nowych technologii, opracowywaniu modeli biznesowych oraz kreowaniu polityki firmy w zakresie standardów zarządzania projektami.

## Oddziały i pracownicy
W 2006 roku, w pierwszej fazie istnienia firmy, Britenet składał się z 10 osób realizujących zadania dla przedsiębiorstw z sektora korporacyjnego i telekomunikacyjnego. Z czasem firma zaczęła zwiększać zatrudnienie oraz otwierać nowe oddziały. W 2008 roku Britenet otworzył w Lublinie swoje pierwsze centrum kompetencyjne, a w 2016 kolejne w Poznaniu. Firma założyła również nowe oddziały w Kielcach (2014) i w Białymstoku (2018), natomiast w 2021 roku otwarty został pierwszy oddział zagraniczny w Mönchengladbach. W 2022 roku Britenet w ciągu 7 miesięcy otworzył 5 kolejnych biur – w Katowicach, Gdańsku, Łodzi, Wrocławiu oraz Krakowie.
Wraz z rozwojem firmy wzrastała liczba pracowników. W 2018 roku firma zatrudniała 523 specjalistów. W lipcu 2021 roku Britenet świętował zatrudnienie 900. eksperta, natomiast w grudniu 2023 roku liczba pracowników przekroczyła 1000.

## Wybrane nagrody i osiągnięcia

### Clutch
- 238. miejsce na liście 1000 najwyżej ocenianych dostawców usług biznesowych w 2023 roku[30]
- Clutch Champion Fall 2023[31]
- Clutch Top Managed IT Service Provider 2023
- Clutch Top Systems Integration Company 2023
- Clutch Top Salesforce Company 2023
- Clutch Top CRM Consulting Company 2023
- Clutch Top BI & Big Data Company 2023[32]

### Computerworld TOP200
- 6. miejsce w rankingu największych dostawców usług testowania oprogramowania w 2021 roku
- 7. miejsce w rankingu największych dostawców usług wynajmu pracowników w 2021 roku
- 12. miejsce w rankingu największych dostawców Customer Relationship Management w 2021 roku
- 12. miejsce w rankingu największych dostawców rozwiązań i usług IT dla sektora informatycznego 2021 roku
- 14. miejsce w rankingu największych dostawców rozwiązań i usług IT dla sektora administracji publicznej i służb mundurowych w 2021 roku
- 15. miejsce w rankingu największych dostawców systemów Business Intelligence, Big Data i Data Discovery w Polsce.
- 17. miejsce w rankingu największych dostawców rozwiązań i usług IT dla sektora edukacyjnego i naukowo-badawczego w 2021 roku
- 17. miejsce w rankingu największych dostawców rozwiązań i usług IT dla sektora finansowego i ubezpieczeniowego w 2021 roku
- 25. miejsce w rankingu największych dostawców rozwiązań i usług IT dla sektora dużych firmy i korporacji w 2021 roku
- 16. miejsce w rankingu firm IT o największym zatrudnieniu w 2021 roku
- 18. miejsce w rankingu największych dostawców aplikacji mobilnych w 2021 roku
- 23. miejsce w rankingu największych dostawców usług doradczych w 2021 roku
- 27. miejsce w rankingu największych dostawców usług centrów przetwarzania danych w 2021 roku
- 32. miejsce w rankingu największych dostawców oprogramowania na zamówienie w 2021 roku
- 38. miejsce w rankingu największych dostawców usług IT w 2021 roku
- 39. miejsce w rankingu największych eksporterów rozwiązań IT w Polsce w 2021 roku
- 39. miejsce w rankingu największych eksporterów rozwiązań IT w Polsce
- 26. miejsce w rankingu największych informatycznych grup kapitałowych i spółek zależnych działających w Polsce 2021 roku
- 38. miejsce w rankingu firm informatycznych o największym wzroście przychodów z IT w 2021 roku.

### Most Influential CEO 2023
- Statuetka Most Influential CEO 2023 – Poland (Software Development) dla prezesa firmy Michała Bornego[33].

### Badania AudIT Computerworld Polska
- Najlepsze Miejsca Pracy w IT W Polsce 2019[34]
- Najlepsze Miejsca Pracy w IT W Polsce 2018
- Najlepsze Miejsca Pracy w IT W Polsce 2017[35]
- Najlepsze Miejsca Pracy w IT W Polsce 2016
- Najlepsze Miejsca Pracy w IT W Polsce 2015

## Partnerstwa
Firma jest Certyfikowanym Partnerem Microsoft, współpracuje z Salesforce, a w grudniu 2022 roku Britenet został oficjalnym partnerem globalnego programu Salesforce Talent Alliance.

## Oferta
Britenet oferuje swoim klientom kilka modeli współpracy, a wśród nich m.in.
- Team Leasing – model biznesowy umożliwiający firmom szybkie zatrudnienie specjalisty lub całego zespołu IT do projektu, w celu uzupełnienia brakujących zasobów.
- Managed Team – model współpracy umożliwiający firmom wynajęcie całego zespołu specjalistów IT, który przejmie proces zarządzania konkretną usługą w jednym z dwóch formatów czasowych: 24/5 lub 24/7.
- Delivery Center – wyspecjalizowane obiekty przeznaczone do obsługi konkretnego klienta, wyposażone w infrastrukturę techniczną oraz specjalistów, zapewniające ciągłe dostarczanie usług i rozwiązań IT.

## Sponsoring
Britenet jest sponsorem:
- Speedway Lublin – polskiego klubu żużlowego, dwukrotnego drużynowego mistrza Polski z 2022 i 2023 roku, drużynowego wicemistrza Polski z 2021 roku[37],
- Dawida Czerwa – polskiego szachisty i Mistrza Międzynarodowego[38],
- Zawodnika Lubelskiego Klubu Kolarstwa Górskiego, Jakuba Banacha[39],
- Szkopek Team – zespołu sportów motorowych, prowadzonego przez Pawła Szkopka[40].